# Madonna col Bambino e san Giovannino (Cranach)
La Madonna col Bambino e san Giovannino è un dipinto a olio su tavola (76,6x58 cm ciascuno) di Lucas Cranach il Vecchio, siglato e datato 1514, e conservato nella Galleria degli Uffizi a Firenze.

## Storia e descrizione
L'opera si trovava nella Certosa del Galluzzo presso Firenze dove venne trafugata nel 1973, per essere poi recuperata dall'Arma nel 2001. Si tratta di una Madonna col Bambino di ascendenza raffaellesca, che dimostra gli interessi verso l'Italia dei pittori nordici. Su uno sfondo roccioso con alberelli e un cielo terso, Maria tiene in braccio Gesù e lo offre alla vista dello spettatore. Analogamente ad opere come la Madonna Terranuova, Gesù e il piccolo Giovanni Battista interagiscono in un gioco di gesti e sguardi. I colori accesi, l'attenzione al volume delle figure e il taglio compositivo sono tutti stilemi di derivazione italiana, allora ben evidenti nel pittore tedesco. La semplificazione delle anatomie, soprattutto nelle teste, appartiene invece al suo retaggio nordico.